# Хай Роллер
Хай Роллер (англ. High Roller) — второе по высоте колесо обозрения в мире (167,7 метра), расположенное на Лас-Вегас-Стрип в Парадайсе, Невада. Колесо построено по заказу компании Caesars Entertainment, которая владеет большинством отелей и казино в Парадайсе, оно открылось для посетителей 31 марта 2014 года и стало самым высоким колесом обозрения в мире. Колесо выше предыдущего рекордсмена — Сингапурского колеса обозрения (которое удерживало рекорд с 2008 года) на 2 метра 64 сантиметра. С октября 2021 года это второе по высоте колесо обозрения в мире после Ока Дубая.

## Общая информация
Идея постройки гигантского колеса обозрения напротив Caesars Palace была озвучена в августе 2011 года как центральный элемент корпорации Caesars Entertainment стоимостью 550 миллионов долларов. Arup Group Engineering , которая ранее участвовало в постройке Сингапурского колеса обозрения, выступила в качестве структурного инженера.
Пассажирские кабины установлены на внешнем ободе колеса и вращаются индивидуально с помощью электрических моторов, что позволяет поддерживать горизонтальное положение пола кабины на протяжении всего периода вращения. Первоначальный проект предусматривал 32 пассажирские кабины, каждая из которых вмещала 40 человек — в окончательном варианте реализовано 28 кабин на 40 человек, что создаёт общую вместимость в 1120 пассажиров.
Каждая кабина весит примерно 20 тонн и имеет площадь около 25 квадратных метров, диаметр — более 6,5 метров, и оснащена восемью плоскими экранами.
Ночью колесо освещается системой из 2000 светодиодов, которая может светить как одним сплошным цветом, так и различными цветными секциями, а также может работать в режиме множества движущихся цветов по ободу и устраивать специальные визуализации для мероприятий и праздников.

## Строительство
Изначально планировалось строительство  начать в сентябре 2011 года с окончанием в конце 2013 года; впоследствии сроки были сдвинуты на начало 2014 года.
Строительство внешнего обода колеса было завершено 9 сентября 2013 года. Первая пассажирская кабина была доставлена и установлена в ноябре 2013 года, а последняя кабина была установлена в декабре того же года. После предварительных испытаний система освещения High Roller была включена на закате 28 февраля 2014 года. Хай Роллер открылся для посетителей в 16:00 по местному времени 31 марта 2014 года.

## Билеты
Первоначально ожидалось, что цена билетов составит менее 20 $ за поездку, но к середине 2012 года оценки в новостных репортажах возросли до "примерно 25 $ с человека", а к сентябрю 2013 года — до "примерно 30 $ с человека".
Когда колесо начало свою работу, цена билета на одну 30-минутную поездку, с полным вращениям колеса, составила 24,95 $ днём и 34,95 $ ночью. Другие варианты билетов включали 59,95 $ за Экспресс-пропуск, позволяющий владельцу пройти без очереди и прокатиться в любое время.